# اوشن يو أي
اوشن يو أي (بالإنجليزية: Onsen UI)‏هو إطار عمل مفتوح المصدر لتطوير تطبيقات الهواتف الذكية ومهيئ لاستخدامه دون الحاجة إلى أنجولار جي إس.يتم استخدامها في إنشاء تطبيقات أعمال للهواتف الذكية بمظهر التطبيقات الأصلية تمامًا.
يستخدم لواجهة المستخدم ومكونات لتطوير تطبيقات الجوال الهجينة إتش تي إم إل 5،استنادًا إلى فونغاب / كوردوفا. كما يسمح للمطورين بإنشاء تطبيقات جوال باستخدام تقنيات الويب مثل أوراق الأنماط المتتالية وإتش تي إم إل 5 وجافا سكريبت. على الرغم من أنه كان يعتمد في الأصل على أنجولار جي إس وجي كويري المدعوم، مع الإصدار 2، حيث يحتوى اوشن يو أي على حيادية لإطار عمل جافا سكريبت،مما يعني أنه يمكن للمطورين إنشاء تطبيقات جوال مع أو بدون أي إطار عمل جافا سكريبت. توفر اوشن يو أي أدوات وخدمات شاملة من خلال موناكا،تم تطوير كلا المنتجين بواسطة نفس الشركة. ثم إنشاء اوشن يو أي في عام 2013.

## المؤسس
أسس ماسا شركة اسيا كوربريشن،الشركة التي تقف وراء موناكا (مجموعة) و اوشن يو أي، فور تخرجه من جامعة طوكيو. بصفته طالبًا، لعب ماسا دورًا مهمًا في مجتمع المطورين اليابانيين، حيث قام بتأليف كتب بي إتش بي وبدء اللقاءات، ولا يزال يشغل دورًا رائدًا وقياديًا في تنظيم أحداث تطبيقات بي إتش بي وكوردوفا والهجين الرئيسية في اليابان والتحدث في المؤتمرات في الخارج، يشترك أسلوب إدارته في خصائص واجهة مستخدم موناكا (مجموعة) و اوشن يو أي.